# Museu Delso
El museu Delso està situat al municipi de l'Alfàs del Pi (Marina Baixa, País Valencià). Inaugurat en 1978, conté una col·lecció d'escultura i pintura contemporània.
El museu, situat en una parcel·la, compta amb tres pavellons i exposició a l'aire lliure, on s'exposen les obres del pintor-escultor-ceramista Pedro Agustín Delso Rupérez, creador del "triangulisme".